# پیپرادرول
پیپرادرول (به انگلیسی: Pipradrol) (مراتران) یک محرک خفیف سیستم عصبی مرکزی (مهارکننده بازجذب نوراپی‌نفرین–دوپامین) است که به دلیل نگرانی در مورد سوء مصرف آن، دیگر در اکثر کشورها استفاده نمی‌شود. پیپرادرول هنوز در برخی از کشورهای اروپایی و حتی در ایالات متحده، هرچند به ندرت، استفاده می‌شود.

## عوارض جانبی
عوارض جانبی شایع عبارتند از بی خوابی، بی اشتهایی، تاکی‌کاردی، اضطراب. عوارض جانبی نادرتر عبارتند از خشکی دهان، رعشه، فشار خون بالا، سرخوشی، افسردگی و به ندرت روان‌پریشی یا تشنج.